# Prerafaelité

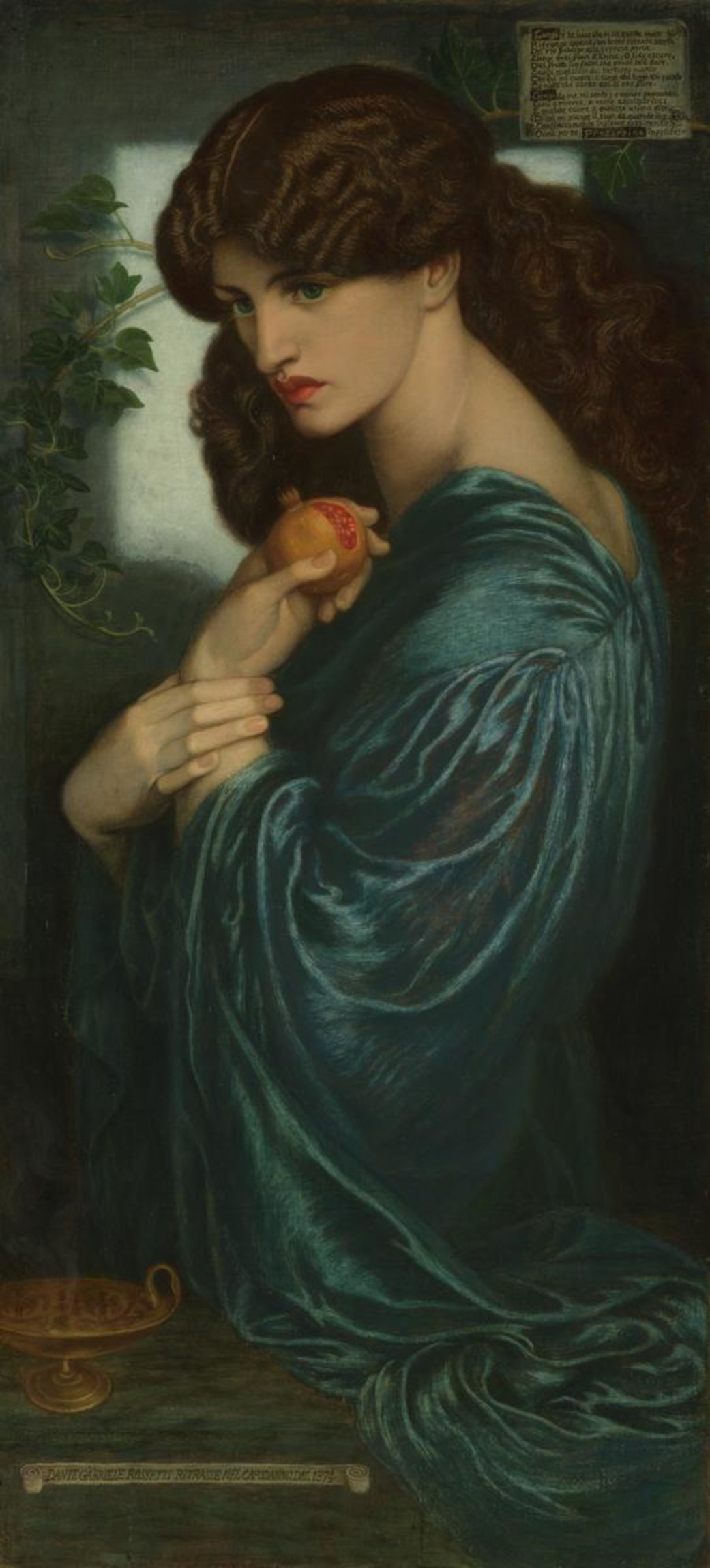
Persefona, autor: Dante Gabriel Rossetti.

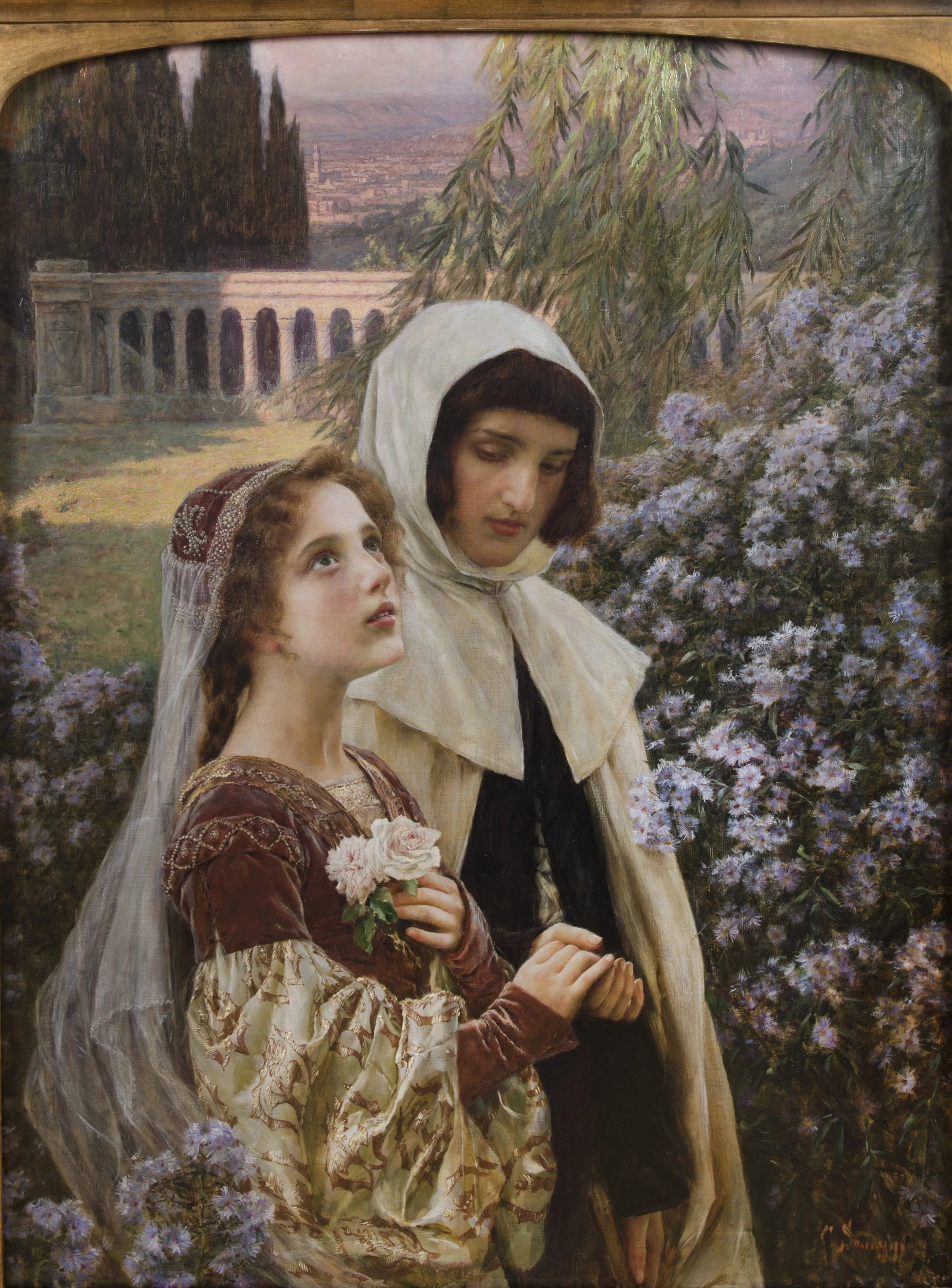
Dante a Beatrice v zahradě, 1903, prerafaelitské dílo italského malíře Cesare Saccaggiho.

Prerafaelité byla především skupina anglických malířů, ale i kritiků a básníků, působících v polovině 19. století. Bratrstvo Prerafaelitů (the Pre-Raphaelite Brotherhood, zkracováno P.R.B.), jak se umělci sami nazývali, bylo založeno tajně v Bloomsbury v Londýně roku 1848. Vedoucími malířskými představiteli byli William Holman Hunt, John Everett Millais a Dante Gabriel Rossetti.

## Název
Názvem Prerafaelité dávali najevo zdroje inspirace. V polovině 19. století bylo umění již po několik staletí silně ovlivněno stylem a myšlenkami italského malíře Raffaela. Prerafaelité se nechali inspirovat dřívějším uměním, především ranou renesancí patnáctého století a uměním středověku. Proto použili předponu Prerafaelité.

## Hlavní ideje
Prerafaelité chtěli změnit soudobé umění. Látku a náměty čerpali z umění a idejí středověku. Zabývali se věčnými otázkami života, lásky, proradnosti a smrti. Chtěli do umění navrátit vážnost.

## Druhá generace
Původní bratrstvo nemělo dlouhého trvání, bylo rozpuštěno již v polovině padesátých let devatenáctého století. Např. Dante Gabriel Rossetti měl však značný vliv na další malíře, již se tak Prerafaelity přímo inspirovali. Jistý realismus původního směru však nahradil zájem o fantaskno a snovost. Nejvýznačnějšími představiteli druhé generace Prerafaelitů byli Edward Burne-Jones, William Morris a John William Waterhouse.

## Členové původního Bratrstva Prerafaelitů
- James Collinson (malíř)
- William Holman Hunt (malíř)
- John Everett Millais (malíř)
- Dante Gabriel Rossetti (malíř a básník)
- William Michael Rossetti (kritik)
- Frederic George Stephens (kritik)
- Thomas Woolner (sochař a básník)

## Ideál krásy
Jane Morris (rozená Jane Burden, 1839–1914) byla anglická modelka ztělesňující ideál krásy v období Prerafaelitů. Byla múzou a modelkou umělce a malíře Williama Morrise, kterého si vzala za muže, a Danteho Gabriela Rossettiho.

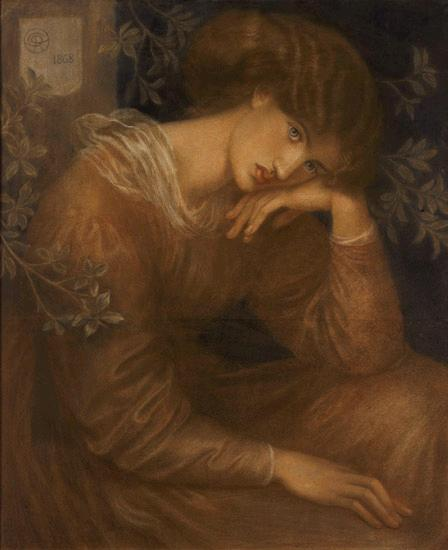
Dante Gabriel Rossetti: Reverie, modelka Jane Morris (Jane Burden)
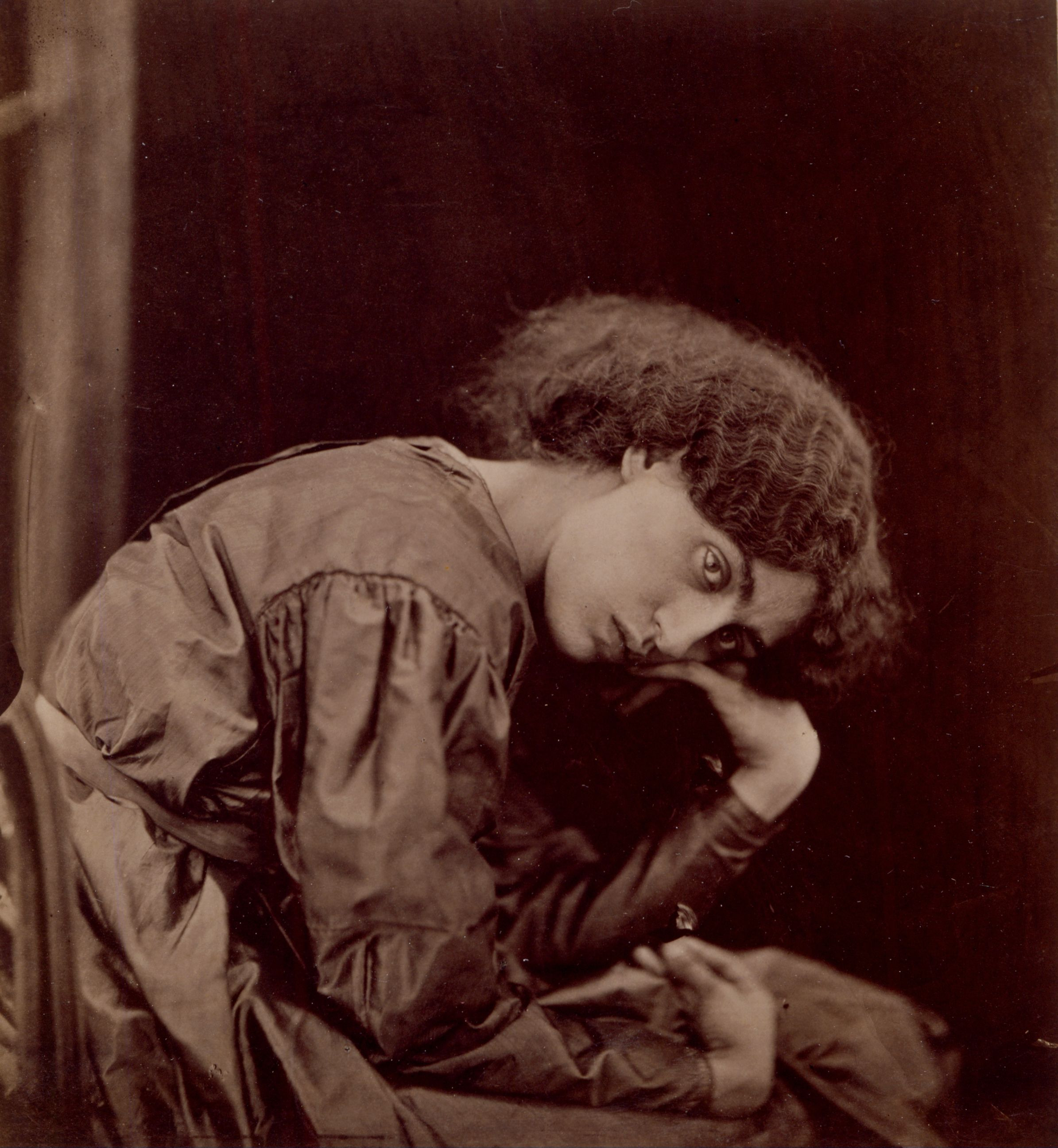
Parsonsova fotografie Jane Morrisové, 1865